# Umanesimo romano
Per umanesimo romano si intende la declinazione geografica dell'umanesimo presso la Curia romana nel corso del XV secolo. Caratterizzato da un marcato cosmopolitismo, l'umanesimo romano vide il suo apice culturale verso la metà del '400, sotto i pontificati di Niccolò V (1447-1455) e di Pio II (1458-1461), allorquando umanisti del calibro di Lorenzo Valla, Poggio Bracciolini, Nicola Cusano e Leon Battista Alberti vissero nella Città Eterna.

## Le origini: da Innocenzo VII a Martino V
Con il ritorno, dopo il 1378, del Papato a Roma, la città eterna riprende il suo status di città cosmopolita e aperta al rinnovamento politico-culturale. Sotto Innocenzo VII (1404-1406) fu fondata, sul modello fiorentino, una cattedra di greco all'Università di Roma (bolla Ad exaltationem, 1º settembre 1406), che nel contempo fu rinnovata dopo decenni di decadenza. Papa Innocenzo, supportato in questo progetto da Leonardo Bruni e dalla presenza di alcuni protoumanisti Francesco da Fiano e Cencio Rustici intendeva ridare lustro e prestigio alla potenza politica e spirituale di Roma, contrastata da quella antagonista di Avignone, connettendola con il nascente pensiero umanista: legare la cultura al potere voleva dire rafforzare le ragioni della Sede Apostolica nella tempesta del Grande Scisma d'Occidente (1378-1417).

## Il pontificato di Eugenio IV

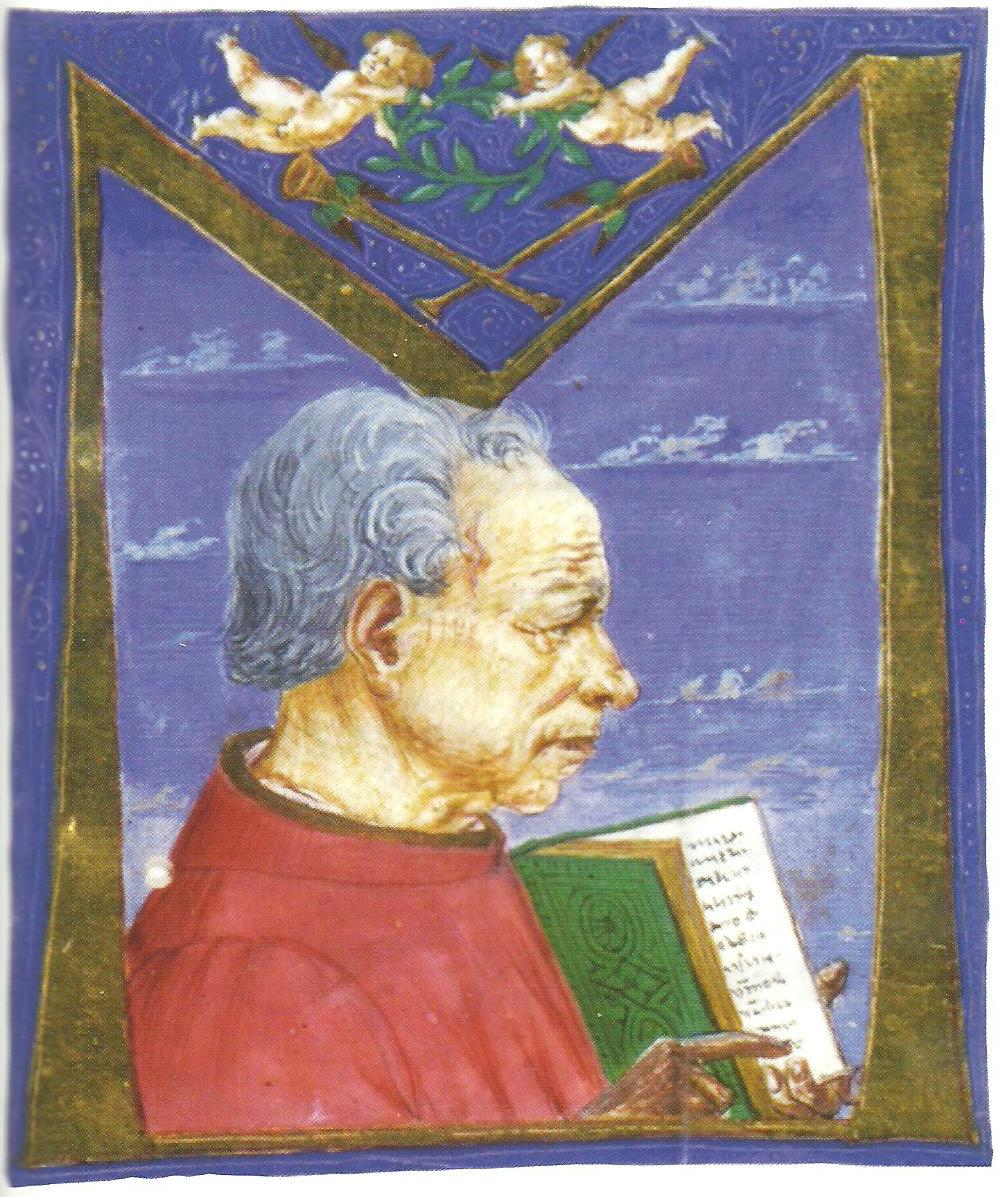
Ritratto in miniatura di Poggio Bracciolini, dall'introduzione del De Varietate Fortunae, codice Urbano Latino 224 conservato nella Biblioteca apostolica Vaticana

Il pontificato del veneziano Gabriele Condulmer (1431-1447) vide l'intensificarsi della cultura umanistica da parte della Curia romana. Eugenio IV riprese la politica di Innocenzo VII, orientando lo Studium romano ancor di più verso l'ideologia umanistica. In tal senso, il pontefice veneziano chiamò a Roma umanisti da tutte le parti di Italia, dando all'umanesimo romano quel volto cosmopolita che lo contraddistinguerà per tutto il secolo. Tra questi, spiccarono per importanza e significato Poggio Bracciolini, Maffeo Vegio e Biondo Flavio.

### Poggio Bracciolini
Poggio Bracciolini (1380-1459), nativo di Terranuova, ebbe una vita lunga e avventurosa. Formatosi a Firenze presso Salutati, divenne segretario, come l'amico Bruni, dell'antipapa Giovanni XXIII. A differenza dell'amico, però, scappò Rientrato a Roma nel 1423 nuovamente come segretario apostolico, Poggio vi rimarrà per i successivi trent'anni, mantenendo un ruolo di prestigio fino all'arrivo del giovane Lorenzo Valla, col quale avrà una violenta disputa. Accettato nel 1453 il posto di cancelliere della repubblica di Firenze alla morte di Carlo Marsuppini, Poggio si ritirerà dalla carica cinque anni dopo, lasciandola a Benedetto Accolti e morendo l'anno seguente.
Poggio Bracciolini è ricordato, principalmente, per essere stato il più significativo ricercatore e scopritore di classici dell'intero XV secolo, (per esempio, riportò alla luce la Pro Roscio Amerino, la Pro Murena di Cicerone e l'Institutio oratoria di Quintiliano), e per essere stato uno dei più significativi epistolografi tra i suoi contemporanei, donando ai posteri numerosissime informazioni riguardanti i viaggi, le scoperte filologiche e le impressioni sui principali eventi che egli visse in prima persona (come il celebre episodio della condanna al rogo di Girolamo da Praga).

### Maffeo Vegio
Il lodigiano Maffeo Vegio (1406-1450) era scriptor e datarius sotto Eugenio IV. In qualità di burocrate (e poi canonico) pontificio, Vegio scrisse opere celebranti la grandiosità della sede di Roma, tramite uno stile accattivante e una narrazione vivace. Ne è esempio l'opera De rebus antiquis memorabilibus Basilicae Sancti Petri Romae, ove si celebra l'importanza della basilica di San Pietro in quanto sede della cristianità e sorta sulle rovine del circo di Nerone (vittoria cristianesimo su paganesimo).

### Flavio Biondo

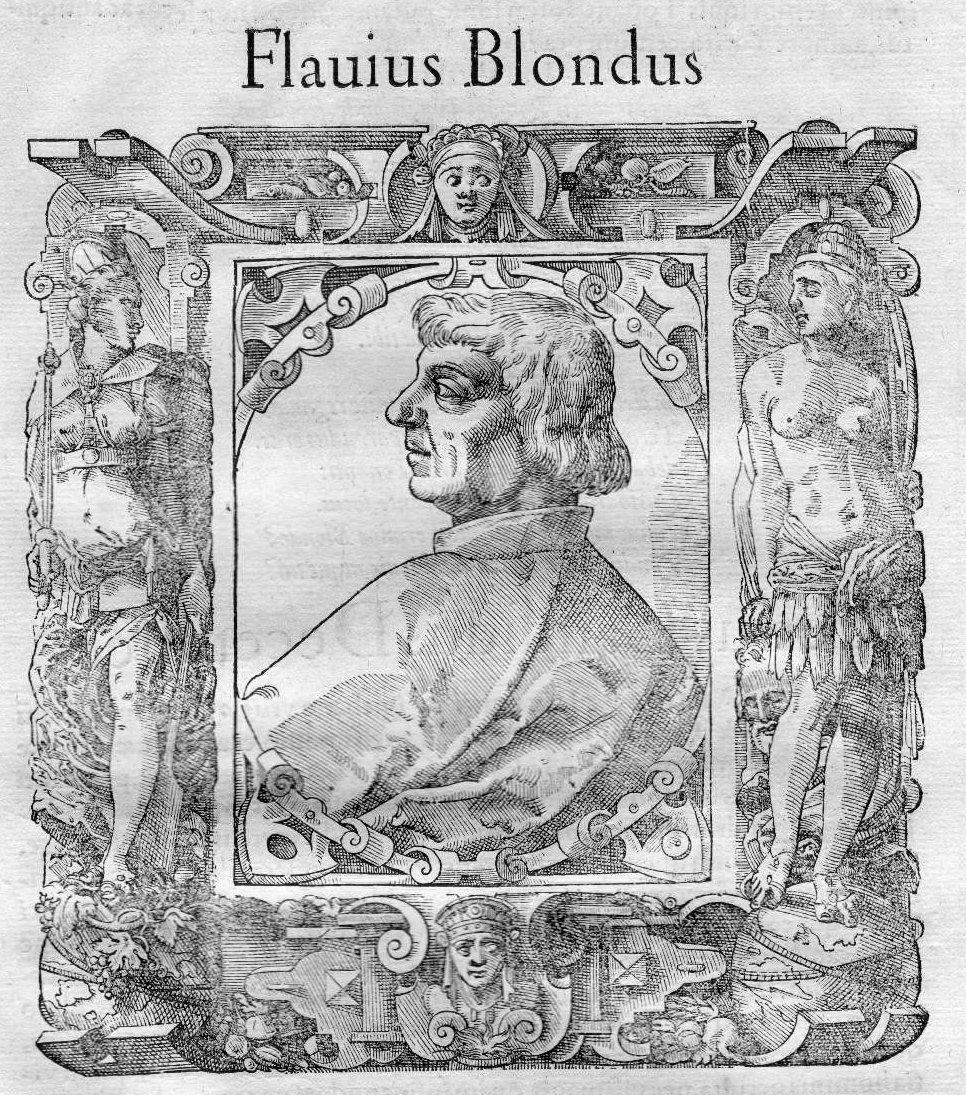
Ritratto di Flavio Biondo in Paolo Giovio, Elogia Virorum literis illustrium, codice dell'edizione di Pietro Perna, stampata a Basilea nel 1577

Nato a Forlì nel 1392, Flavio Biondo fu il prototipo dell'umanista cosmopolita: entrato prima al servizio degli Ordelaffi, signori della sua città natale, passò poi per un breve periodo al servizio della Serenissima, per approdare definitivamente a Roma quale segretario particolare di Eugenio IV. Il papa gli affidò il compito di redigere l'atto di unione tra Chiesa Cattolica e Chiesa Ortodossa del 1439 e la scomunica nei confronti del Concilio secessionista di Basilea. Entrato in disgrazia sotto Niccolò V, Biondo prestò servizio presso Alfonso di Napoli. Rientrato in auge sotto l'amico umanista Enea Silvio Piccolomini (eletto papa col nome di Pio II), Biondo morirà a Roma nel 1463, senza aver acquisito di nuovo la potenza di un tempo.
L'importanza di Flavio Biondo all'interno dell'umanesimo rinascimentale è dovuta all'eccellenza metodologica e all'impegno che riversò nella storiografia. Biondo Flavio, quando era segretario di Eugenio IV, maturò le Historiarum ab inclinatione Romani imperii Decades, opera storiografica che si contrappose alle Historiae florintini populis di Leonardo Bruni per motivazioni ideologiche e metodologiche. Nelle Historiarum, infatti, Biondo intendeva individuare sia le reali cause della decadenza di Roma (non più dalla repubblica come in Bruni, ma dalle invasioni del V secolo, identificando la decadenza non in chiave ideologica ma in chiave realistica), sia trattare l'evoluzione della storia dell'intera penisola italiana (tematica espressa ne Italia Illustrata, opera concepita tramite le fonti e testimonianze ricevute da amici di ogni regione d'Italia). Ideatore del concetto di medias aetas, cioè quell'età "di mezzo" che stava tra gli antichi e i loro successori ideali (gli umanisti stessi), Biondo Flavio si dedicò a esaltare Roma antica (Roma Instaurata, 1446) non in funzione meramente municipale, ma in chiave universale: Roma, sede del Papato, ha un valore universale per il suo prestigio spirituale ed è l'erede dell'antico impero romano. Dello stesso tono sono l'Italia Illustrata e la Roma Triumphans.
L'impegno di Biondo non si esaurì nella storiografia: significativa fu infatti la disputa che ebbe con Leonardo Bruni riguardo all'evoluzione della lingua latina. Infatti, l'umanista forlivese si oppose alla teoria di Leonardo Bruni secondo la quale il latino subì dal proprio interno corruzioni e mutazioni che portarono alla nascita del volgare, sostenendo al contrario che la causa fu l'aggressione esterna dei popoli longobardi.

## Tra Niccolò V (1447-1455) e Pio II (1458-1463): l'acme culturale

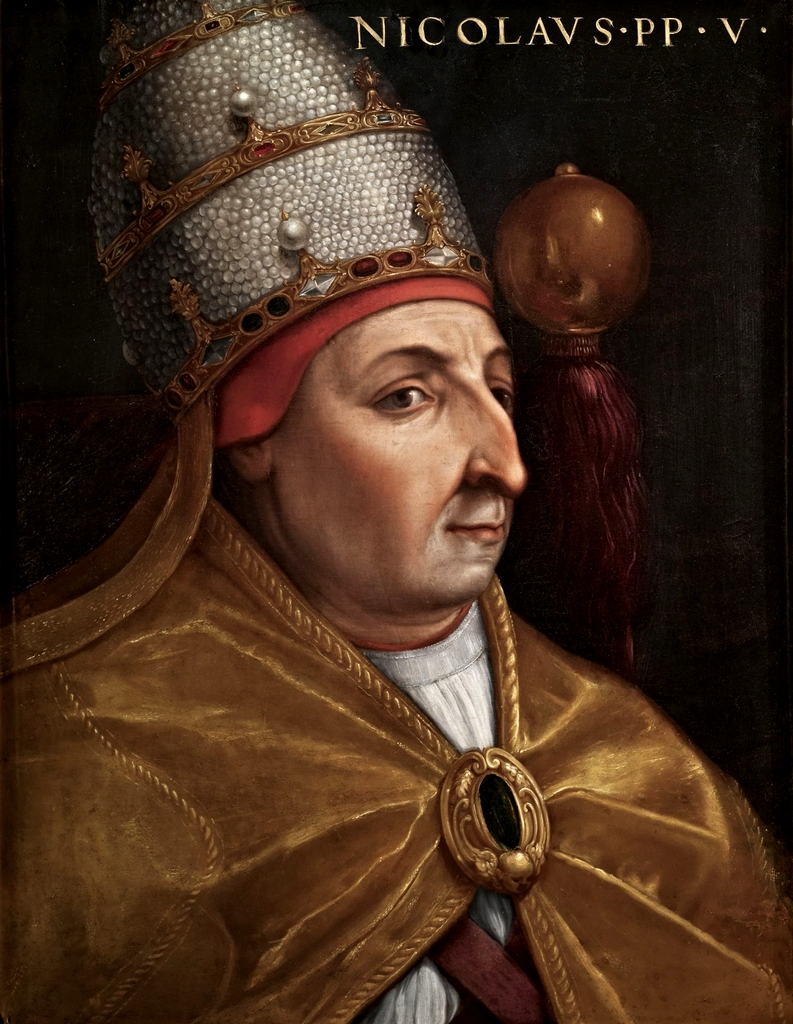
Cristofano dell'Altissimo, papa Niccolò V, olio su tela, Serie gioviana, Galleria degli Uffizi, 1552-1568

L'umanesimo romano toccò il proprio vertice con Niccolò V, lui stesso umanista, e poi con Pio II. Papa Niccolò, al secolo Tommaso Parentucelli, era un appassionato bibliofilo e uomo devoto che riuniva in sé l'amore per gli studia humanitatis e la devozione religiosa. La politica culturale del pontefice si condensava nel motto “renovatio urbis”, che prevedeva una ristrutturazione urbanistica della città in un'ottica celebrativa della sede del cristianesimo romano, uscito da poco tempo dalla parabola conciliarista, e nella fondazione Biblioteca apostolica vaticana. Nel contempo, Niccolò intensificò il carattere cosmopolita dell'umanesimo romano, chiamando a parteciparvi umanisti fiorentini (Leon Battista Alberti, Giannozzo Manetti) e lombardi (Pier Candido Decembrio, il più significativo esponente dell'umanesimo lombardo a quell'epoca in esilio da Milano per i cattivi rapporti con Francesco Sforza) da un lato, e da parte di alcuni prelati greci quali il cardinal Bessarione.
Il Bessarione, il cui ruolo di recupero dei classici greci dopo la caduta di Costantinopoli fu di fondamentale importanza per la cultura occidentale, non era il solo alto prelato dotato di un'eccellente cultura umanistica. Due suoi colleghi nel Sacro Collegio, Niccolò Cusano (1400/1401-1461) ed Enea Silvio Piccolomini, furono tra i principali esponenti dell'umanesimo europeo. Il primo, filosofo e teologo tedesco, è ricordato soprattutto per il suo pensiero riguardo all'esistenza di Dio, pensiero che si orientò verso una “teologia negativa” per cui l'uomo non può conoscere Dio completamente, in quanto creatura limitata rispetto all'immensità divina, come esposto nel De docta ignorantia. 

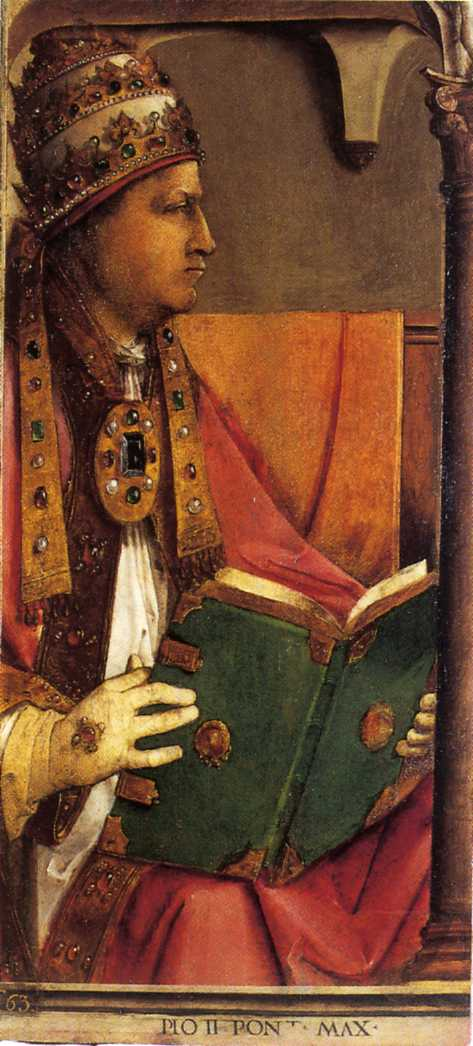
Giusto di Gand e Pedro Berruguete, Ritratto di Pio II, olio su tavola, 1472-1476, Studiolo di Federico da Montefeltro, Galleria Nazionale delle Marche, Urbino

Il senese Enea Silvio Piccolomini fu eletto pontefice dopo il breve pontificato di Callisto III (1455-1458). Uomo dai molteplici interessi, pregevole poeta di elegie amorose dal sapore tibulliano riordinate poi nella raccolta Cinthia e della novella latina Historia de duobus amantibus, il futuro Pio II si contraddistinse anche quale politologo ecclesiastico, pedagogo sulla scia dell'insegnamento di stampo umanistico promosso da Guarino Veronese e da Vittorino da Feltre e, da papa (1458-1464), autore dei Commentari, biografia autocelebrativa basata sullo stile dei commentarii cesariani. Pio II, dal punto di vista della politica culturale limitò la grandiosità progettuale di Niccolò V per concentrarsi su questioni politiche più concrete e urgenti, quali la crociata contro i Turchi ottomani. Nonostante ciò, anch'egli offrì protezione (come nel caso di Biondo Flavio) e amicizia a vari umanisti, tra i quali si ricordano: Porcelio Pandione, autore del De felicitate temporum divi Pii II pontificis maximi; Bartolomeo Sacchi, detto il Platina, chiamato a dirigere la Biblioteca apostolica vaticana; e Giannantonio Campano (1429-1477), fedele consigliere di Pio II, rivide i Commentarii del Pontefice e ne scrisse una biografia postuma.

## Da Paolo II ad Alessandro VI: l'esaurimento dell'umanesimo romano
Dopo la morte di Pio II, iniziò la crisi della parabola umanistica a Roma. I pontefici, infatti, non avranno più lo stesso entusiasmo nei confronti della cultura umanistica, o al limite la proteggeranno considerandola come un fattore culturale acquisito. Il successore di Pio II, il veneziano Paolo II (1464-1471) si inimicò profondamente il circolo degli umanisti sopprimendo il collegio degli abbreviatori apostolici e incarcerando, sotto accusa di lesa maestà, il Platina per diversi mesi in Castel Sant'Angelo. Nonostante questi cupi avvenimenti, il pontificato di Paolo II vide la creazione, in Roma, della prima stamperia a caratteri mobili per opera di Giannantonio Campano, favorendo così la diffusione dei libri presso i circoli intellettuali romani.
Nei trent'anni successivi la morte di Paolo II, l'umanesimo romano, come a Firenze e in altri centri culturali della Penisola, esaurì la spinta propositiva della prima metà del secolo, riducendosi a puro e semplice spirito di ornamento esteriore del potere papale. L'unico centro ancora in parte autonomo dalla Curia, dopo la dispersione degli eruditi greci in seguito alla morte del cardinal Bessarione (1472), fu quello che si riunì intorno al patrizio romano Pomponio Leto (1428-1497), docente all'università di Roma tra i pontificati di Paolo II e di Alessandro VI, fondatore dell'Accademia Pontoniana e personalità assai stimata per il suo carattere integerrimo e per l'amicizia che dimostrava nei rapporti umani.